# Любов (сингл)
Любов — максі-сингл гурту Воплі Відоплясова. Записано в оновленому складі — місце гітариста остаточно посідає Євген Рогачевський. Пісня «любов» на диску записана двічі — у російськомовному та україномовному варіантах. Пісня відрізняється доволі складною ритмоструктурою — тут використано змінний розмір 12/8 — 11/8.
Пісня «я прошу» є вульгаризованим реміксом відомої пісні Тарівердієва (слова Рождественського) і звучить мовою оригіналу. Пісня «стривай паровозе» — українізовано-англізована версія відомої блатної пісні «постой паровоз».

## Зміст
1. «Любовь» — 3:12
2. «Таємні сфери» — 3:06
3. «Стривай, паровозе!» — 3:11
4. «Я прошу» — 2:10
5. «Любов» — 3:10